# Незалежна республіка Гвіана
2°50′55″ пн. ш. 51°07′30″ зх. д. / 2.8485° пн. ш. 51.125° зх. д.
Незалежна республіка Гвіана (фр. République de la Guyane indépendante) — зазвичай згадуваний за назвою столиці Кунані, був короткочасною невизнаною державою Південній Америці.

## Республіка (1886—1891)
Кордони між Францією та Бразилією не були чіткими. Спроби переговорів провалилися, і в 1862 році було вирішено, що територія між Амазонкою і Ояпоком є нейтральною територією. Поль Квартьє, який раніше відвідував цю територію в 1883 році, повернувся в 1885 році і зустрівся з сільськими старостами Кунані і Карсевен (нині: Калькоене), які були ворожими до бразильців. 23 липня 1886 року джентльмени підписали договір про створення на спірній території країни Кунані.
У Кунані було створено уряд на чолі з Жюлем Гро як президентом, Гігом як державним міністром і Квартіром як інтендантом. Вони взялися за вербування поселенців, і, за словами Ле Голуа, отримали понад 3000 запитів. І Франції, і Бразилії не сподобалося те, що відбувається, і вони оприлюднили спільну заяву 11 вересня 1887 року про те, що Республіка Кунані не визнається. Пізніше Грос був скинутий своїми чиновниками, а смерть Гроса в 1891 році призвела до кінця короткочасної першої республіки.
У 1894 році в річці Кальсонебуло виявлено золото, що призвело до проголошення ще однієї автономної держави під захистом Бразилії генералом Франциско Кабралом. У травні 1895 року Кабрал заарештував старосту села Кальсоне, який перейшов на бік французів. Каміль Шарвен, губернатор Французької Гвіани, послав війська до Мапа (нині: Амапа) і змусив Кабрала відступити. Під час бою загинуло шість французьких і 30 бразильських солдатів і цивільних осіб, а також 60 французів. У 1897 році Франція та Бразилія звернулися до Швейцарії з проханням врегулювати суперечку, і більша частина території колишнього штату Кунані була передана Бразилії на території сучасного штату Амапа .

## Вільна держава Кунані (1901—1904)

Прапор вільної держави Кунані (1901—1904)

У 1901 році француз на ім'я Адольф Брезе проголосив себе «президентом вільного стану Кунані». Відповідно до газетних статей, заснованих на заявах Брезета, він був обраний демократичним шляхом у 1901 році.
Ця «особлива» держава мала конституцію, прапор і випускала кілька марок. Її ніколи не визнавали Бразилія чи Франція, але південноафриканські бурські республіки під час бурських війн відкрили дипломатичні відносини з Брезетом (який за них раніше воював). 1904 року Японія та Росія запросили кораблі, яких у Брезе не було, і таким чином він наражав себе на небезпеку перед Францією та Бразилією. Однак, він претендував на посаду президента до 1911 року, коли його було заслано до Лондона. У 1913 році він заявив про підтримку британського флоту в плані відвоювання Кунані.

## Претенденти глави держави
- Жюль Гро (1809—1891) — французький журналіст, який претендував на посаду глави держави з 1887 по 1891 рік; у 1883 році він був секретарем Французького географічного товариства[5]
- Франциско Ксав'є да Вейга Кабрал — бразильський генерал (1894—1895)[1]
- Адольф Брезе — французький військовий офіцер (1901—1904)[5]

### Цитування
1. 1 2 3 4 5 6  Denis Lamaison. The Republic of Counani: The man who would be king. Guianas Geographic. Архів оригіналу за 9 березня 2014. Процитовано 5 серпня 2020.
2. 1 2  Stéphane Granger (2011). Le Contesté franco-brésilien : enjeux et conséquences d'un conflit oublié entre la France et le Brésil. Outre-Mers. Revue d'histoire (фр.): 162—163.
3. ↑  Medic@ - Résultats — BIU Santé, Paris. Biusante.parisdescartes.fr. Процитовано 1 травня 2019.
4. ↑  Livres anciens : Etat libre du Counani : Livre rouge n°3. Bibliotheque Numerique Caraibe Amazone Plateau des Guyanes (фр.). 1906. Процитовано 5 серпня 2020.
5. 1 2 3 4  10 Private Adventurers And The Nations They Forged. Listverse.com. 6 червня 2015. Процитовано 1 травня 2019.
6. 1 2  Modern Romance in the Land of El-Dorado. Library of Congress. The Sun New York. 4 серпня 1918. Процитовано 5 серпня 2020.
7. ↑  South African Republic At War With Germany. Library of Congress. The Tacoma Times. 29 січня 1916. Процитовано 5 серпня 2020.
8. ↑  Histoire de la république de Counani (1886-1912). Henri Coudreau (фр.). Процитовано 5 серпня 2020.